# Jonkeria
A Jonkeria az emlősszerűek (Synapsida) osztályának a Therapsida rendjébe, ezen belül a Titanosuchidae családjába tartozó nem.

## Tudnivalók
A Jonkeria egy hatalmas növényevő (bár egyesek szerint ragadozó - e.g. Colbert 1969 p. 136) dinocephalia volt. Az állatot a Tapinocephalus rétegben, az Alsó Beaufort kőzetben találták meg. Ez a dél-afrikai Karoo-medencében van. A Jonkeria teljes hossza 3,5-5 méter között lehetett. A koponya hossza 55 centiméter volt.
A koponya majdnem kétszer olyan hosszú, mint amilyen széles. A megnyúlt pofa éles metszőfogakban és szemfogakban végződik. A rágófogak valamivel kisebbek voltak.
A testfelépítése tömzsi, míg lábai oszlopszerűek. Lieuwe Dirk Boonstra szerint az állatot nem lehet megkülönböztetni a Titanosuchustól, ha csak a koponyát figyeljük; a megkülönböztetéshez a lábak hosszát kell figyelembe venni. A Jonkeriának rövid, behajló lábai voltak, míg a Titanosuchusnak hosszúak.
Körülbelül egy tucat fajt fedeztek fel, ebből a nemből, köztük a típusfajt is, a Jonkeria truculentát. Ezekből Boonstra, 1969-ben összevont néhány fajt. Azóta nem próbálták megállapítani a fajok valódi számát.

## Rendszerezés
A nembe az alábbi fajok tartoztak:
- Jonkeria boonstrai
- Jonkeria haughtoni
- Jonkeria ingens
- Jonkeria koupensis
- Jonkeria parva
- Jonkeria rossouwi
- Jonkeria truculenta típusfaj
- Jonkeria vanderbyli